# Ladányi Imre
Ladányi Imre (Hajdúnádudvar, 1877. szeptember 1. – Temesvár, 1949. november 17.) magyar színész, rendező, prózaíró.

## Életútja
Középiskolai tanulmányait Hajdúböszörményben és Debrecenben végezte, ahol pár éven át jogot is hallgatott. 1901-ben csapott fel színésznek, az 1920-as évek elején Marosvásárhelyen, Aradon és Temesvárott lépett fel klasszikus és kortárs szerzők darabjaiban. 1925-től Temesvárt műkedvelő színjátszó csoportok szakirányítója volt.
Elbeszélései, tárcái, megemlékezései temesvári újságokban és hetilapokban láttak napvilágot. A II. világháború után az Magyar Népi Szövetség (MNSZ) kezdeményezésére megalakult temesvári Magyar Népszínház rendezője, többek közt Molière, Goldoni, Szigligeti Ede és Darvas József színműveit állította színpadra.